# كريستيان سكيلز
كريستيان سكيلز (بالإنجليزية: Christian Scales)‏ هو لاعب كرة قدم بريطاني في مركز الدفاع، ولد في 3 ديسمبر 1996 في Great Amwell ‏ في المملكة المتحدة. لعب مع كريستال بالاس ونادي كرولي تاون.

## وصلات خارجية
- كريستيان سكيلز على موقع قاعدة بيانات كرة القدم.إي يو (الإنجليزية)
- كريستيان سكيلز على موقع Soccerbase.com (لاعب) (الإنجليزية)
- كريستيان سكيلز على موقع عالم كرة القدم.نت (الإنجليزية)